# Arlanc
Arlanc ist eine französische Gemeinde mit 1.767 Einwohnern (Stand: 1. Januar 2022) im Département Puy-de-Dôme in der Region Auvergne-Rhône-Alpes. Sie gehört zum Arrondissement Ambert und zum Kanton Ambert (bis 2015: Kanton Arlanc).

## Geographie
Arlanc liegt etwa 64 Kilometer südöstlich von Clermont-Ferrand und etwa 51 Kilometer westlich von Saint-Étienne im Regionalen Naturpark Livradois-Forez. Durch die Gemeinde fließen die Flüsse Dolore und Dore. Umgeben wird Arlanc von den Nachbargemeinden Marsac-en-Livradois im Norden, Chaumont-le-Bourg im Nordosten, Beurières im Osten und Nordosten, Medeyrolles im Osten, Dore-l’Église im Süden und Südosten, Mayres im Süden und Südwesten, Novacelles im Westen sowie Saint-Bonnet-le-Chastel im Nordwesten.
Durch die Gemeinde führen die früheren Routes nationales 106 (heutige D906) und 499 (heutige D300 bzw. D999A).

## Bevölkerungsentwicklung
| Jahr                       | 1962 | 1968 | 1975 | 1982 | 1990 | 1999 | 2006 | 2012 |
| Einwohner                  | 2396 | 2348 | 2393 | 2280 | 2085 | 2019 | 1870 | 1924 |
| Quellen: Cassini und INSEE |      |      |      |      |      |      |      |      |

## Sehenswürdigkeiten
- Kirche Notre-Dame, 1890/1925 erbaut
- Kirche Saint-Pierre aus dem 12. Jahrhundert, seit 1926/1949 Monument historique
- Kapellen Saint-Jean-François-Régis, Cours, Saint-Roch, Saint-Jacques und Saint-Pierre, jeweils Mitte des 19. Jahrhunderts erbaut
- Botanischer Garten (Jardin pour la Terre)
- Schloss Mons, ursprünglich als Burganlage 1049 errichtet, im 17. Jahrhundert wiederaufgebaut, Monument historique
In dem Schloss befand sich ab 1939 ein Internierungslager für republikanische Flüchtlinge aus Spanien. Die internierten Männer arbeiteten auf den umliegenden Bauernhöfen.
Unter dem Vichy-Regime existierte hier dann ein Internierungslager für Menschen, die vom damaligen Regime als gefährlich eingestuft worden waren. Hierzu zählten in erster Linie Kommunisten. Außerdem sollen hier drei Menschen jüdischen Glaubens interniert worden sein.[1]
Seit 1999 gibt es eine etwas versteckte Gedenktafel mit nur minimalen Angaben über das Internierungslager.[2] Aus Anlass einer 2015 eröffneten Ausstellung über die Geschichte des Schlosses zwischen den Jahren 1939 und 1945 wurde betont, dass es sich entgegen der Inschrift auf dem Gedenkstein nicht um ein Konzentrationslager gehandelt habe, das hier untergebracht gewesen sei.[1]
- Wegekreuz aus dem 16. Jahrhundert

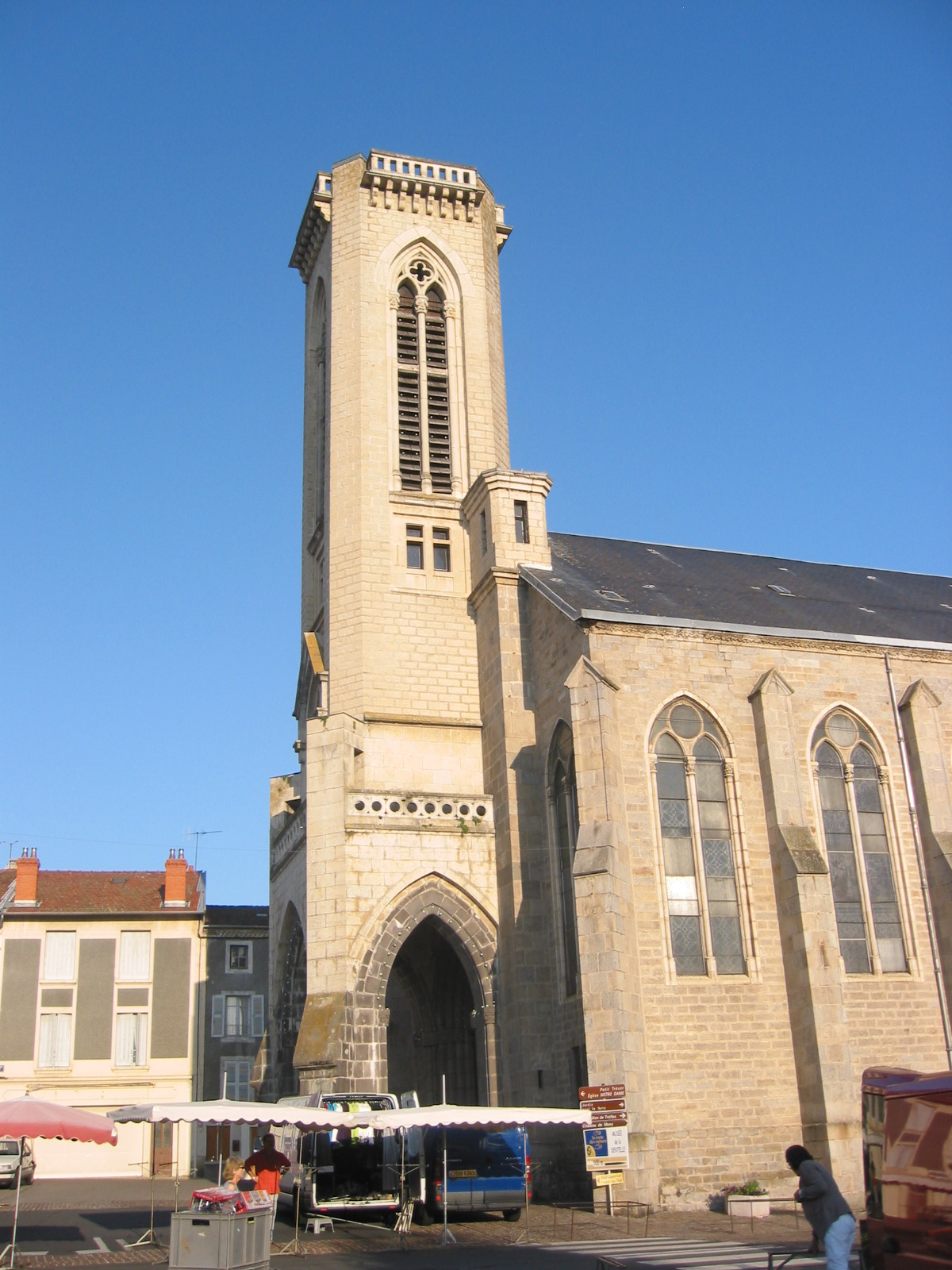
Kirche Notre-Dame
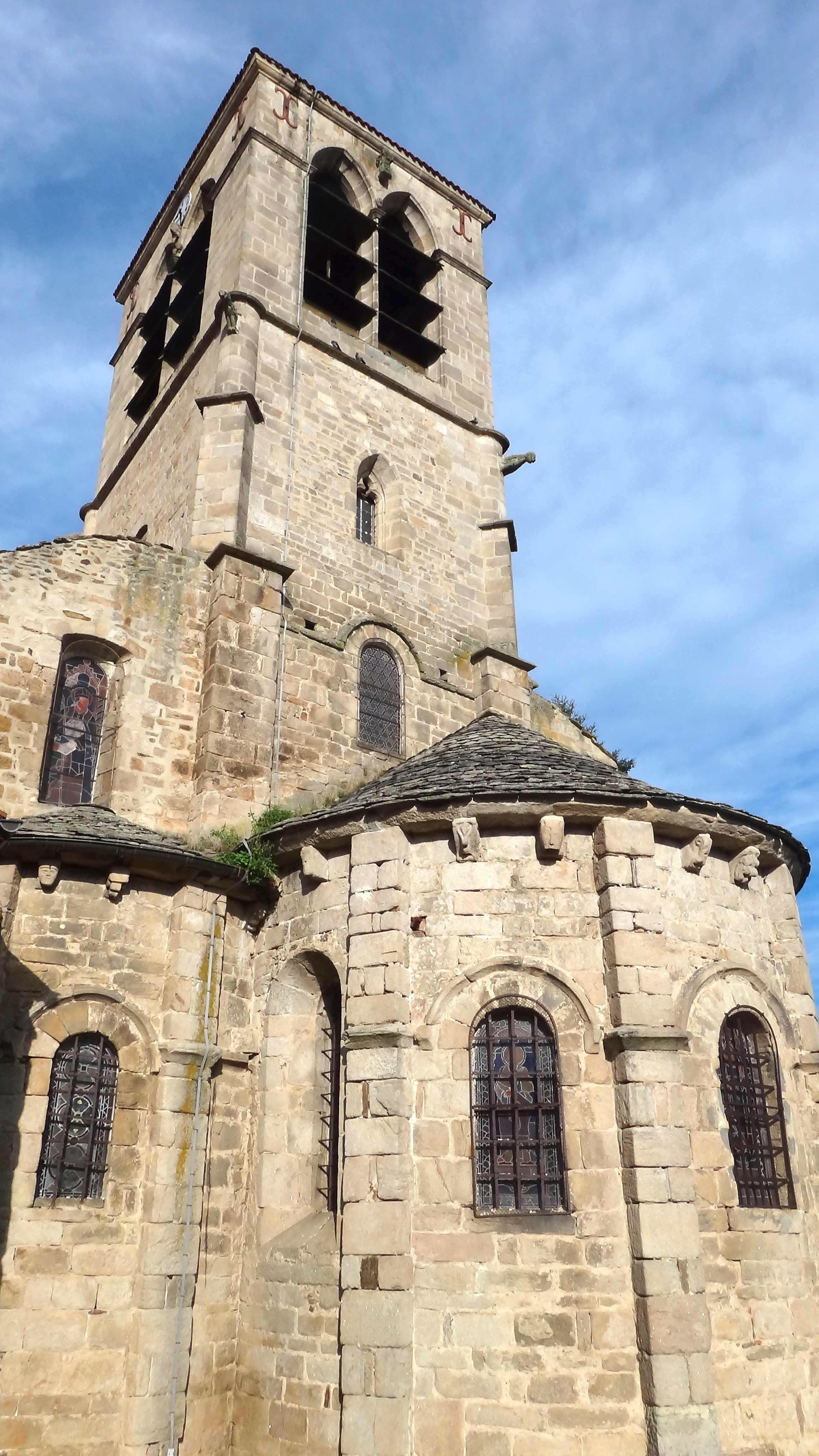
Kirche Saint-Pierre
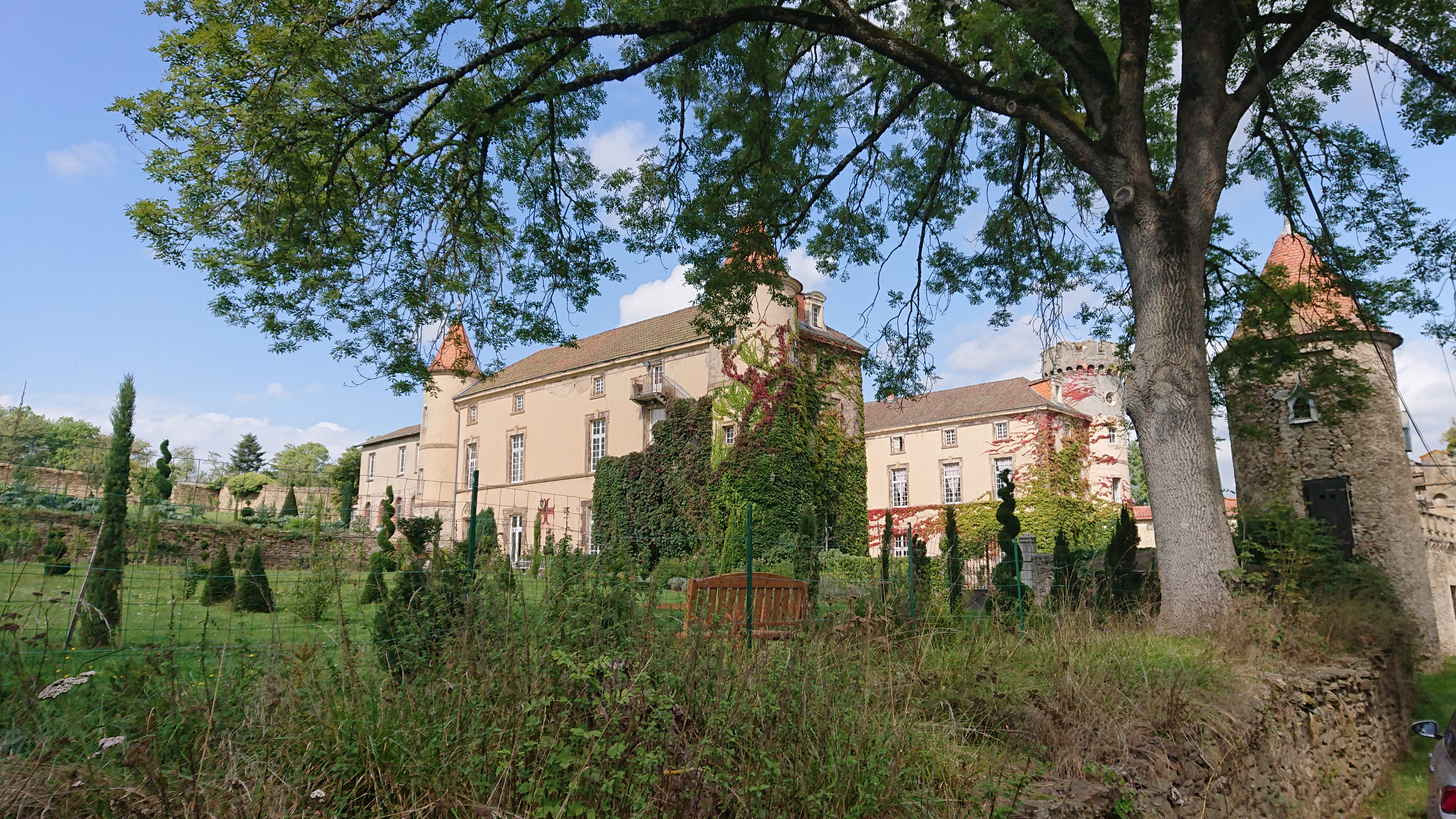
Schloss Mons

## Persönlichkeiten
- Camille d’Hostun de la Baume, duc de Tallard (1652–1728), Marschall Frankreichs, Herr (Baron) über Arlanc